# Lucjan Malinowski
Lucjan Feliks Malinowski, född den 27 maj 1839 i Jaroszewice, Polen, död den 15 januari 1898 i Kraków, var en polsk språklärd.
Malinowski var en berest man och professor vid Jagellonska universitetet. Han studerade bland annat dialekter i Schlesien, men även det polska språkets historia och etymologi i allmänhet.